# Die Rotkäppchen-Verschwörung
Die Rotkäppchen-Verschwörung (Originaltitel: Hoodwinked!) ist ein US-amerikanischer computeranimierter Familienfilm aus dem Jahr 2005. Er wurde durch Blue Yonder Films in Zusammenarbeit mit Kanbar Entertainment produziert.
Er wurde ab dem 16. Dezember 2005 von The Weinstein Company in ausgewählten Märkten gezeigt, ab dem 13. Januar 2006 US-weit. In Deutschland kam der Film am 27. Dezember 2006 in die Kinos. In der deutschen Version liehen unter anderem Sarah Kuttner, Jan Delay, Max Raabe, Smudo und Hans Werner Olm den Figuren ihre Stimmen.

## Handlung
Im Film wird die bekannte klassische Handlung von Rotkäppchen (im Film wird die US-Variation des Märchenstoffes tangiert) ein wenig abgewandelt und zum Krimi umgemünzt.
Nachdem die aus dem Märchen bekannten Geschehnisse sich bis zum Haus der Großmutter zugetragen haben, sperrt die hiesige Waldpolizei (alles Tiere) dieses als Tatort ab. Polizeichef Grizzly übergibt anschließend sämtliche Verhörmaßnahmen an den Frosch-Detektiv Nicky Flippers, der alle Beteiligten nacheinander zum Hergang vernimmt. Hierbei stellt sich heraus, dass die Figuren nicht ganz ihren Vorlagen entsprechen: Rotkäppchen erweist sich als schlagfertiges Girlie mit Martial-Arts-Erfahrung, der Wolf als Enthüllungsreporter mit dem hyperaktiven Eichhörnchen Twitchy als Partner, der Holzfäller ist ein aus Deutschland (genauer aus Bayern) stammender Imbissbetreiber mit Schauspielambitionen und die Großmutter entpuppt sich als Extremsport-Freak.
Mit jeder Schilderung von je einem der Vier erschließen sich dem Zuschauer immer mehr die Zusammenhänge der Handlung: im Märchenwald müssen immer mehr Backstuben schließen, nachdem ein mysteriöser Dieb alle Rezepte stiehlt. Lediglich Rotkäppchens Großmutter, eine bekannte Bäckerin, wurde bislang verschont. Nachdem sich Rotkäppchen und der Wolf zunächst gegenseitig verdächtigen, kommt Flippers nach Auswertung aller Geschichten hinter den Plan des Oberschurken und entlarvt diesen: es ist der Hase Boingo, welcher eine Bande von wintersportvernarrten Handlangern um sich geschart hat und mit den entwendeten Rezepten die Macht im Wald an sich reißen will. Als Boingo Rotkäppchen mit einer Bombe umbringen will, raufen sich die Märchenakteure zusammen und befreien das Mädchen. Grizzly und Flippers kommen am Schluss gerade rechtzeitig, um Boingo und seine Bande zu verhaften.

## Stimmen
Die Synchronarbeiten fanden bei der Interopa Film statt. Michael Nowka schrieb das Dialogbuch und führte die Dialogregie.
| Charaktere       | Deutsche Stimme          | Originalstimme     |
| ---------------- | ------------------------ | ------------------ |
| Rotkäppchen      | Sarah Kuttner            | Anne Hathaway      |
| Großmutter       | Hans Werner Olm          | Glenn Close        |
| Wolf             | Axel Prahl               | Patrick Warburton  |
| Nicky Flippers   | Max Raabe                | David Ogden Stiers |
| Boingo           | Smudo                    | Andy Dick          |
| Japeth die Ziege | Jan Delay                | Benjy Gaither      |
| Holzfäller Josh  | Oliver Mink              | Jim Belushi        |
| Twitchy          | Michael Nowka            | Cory Edwards       |
| Chief Grizzly    | Engelbert von Nordhausen | Xzibit             |
| Bill (Storch)    | Bernhard Völger          | Anthony Anderson   |
| Regisseur        | Ilja Richter             | Joshua J. Greene   |

## Kritik
„Aberwitzige, auf jugendlichen Zeitgeist getrimmte Trickfilm-Variation des Grimmschen Märchens, die nicht immer stilsicher, aber mitunter sympathisch subversiv unterhält.“

## Auszeichnungen
Der Film wurde 2006 für einen Saturn Award in der Kategorie Bester Animationsfilm nominiert.

## Trivia
- Der Film zitierte viele Figuren und Szenen bekannter Streifen der Filmgeschichte. Nicky Flippers ist an William Powell und seine Rolle als Nick Charles angelehnt. Der Wolf weist Elemente des von Chevy Chase verkörperten Parts als Fletch – Der Troublemaker auf, während die Großmutter an Vin Diesel als Triple X erinnert. Zudem wird in einzelnen Szenen auf die Filme Mission Impossible I und II, Matrix, das Musical The Sound of Music und Kill Bill verwiesen.
- Boingos Welteroberungskarte weist unter anderem Smallville als Expansionsgebiet aus – einen Handlungsort des Superman-Universums sowie der gleichnamigen Fernsehserie.
- Dolph, einer von Boingos Handlangern, ist namentlich und optisch eine Kreuzung aus den Actiondarstellern Arnold Schwarzenegger und Dolph Lundgren.
- Japeth, die Ziege, sollte ursprünglichen Planungen zufolge ersatzlos gestrichen werden. Als er nach Testvorführungen vor Kindern aber sehr gut ankam, beließ man ihn in der Endfassung.
- Auf die Village People wird auch kurz angespielt (in Minute 7, auf zwei Baumästen tanzend).

## Fortsetzung
Eine Fortsetzung des Films mit dem Titel Das Rotkäppchen-Ultimatum sollte ursprünglich am 15. Januar 2010 in die US-amerikanischen Kinos kommen. Die Produktionsfirma Kanbar Entertainment befand sich jedoch in einem Rechtsstreit mit der Weinstein Company, nachdem letztere den Starttermin verschoben hatte.
Das Erscheinungsdatum in den US-amerikanischen Kinos wurde auf den 29. April 2011 verschoben. In Deutschland war der Film ab dem 21. Juli 2011 in den Kinos zu sehen.